# Frassinet
Frassinet (en italien Frassinetto) est une commune de la ville métropolitaine de Turin, dans le Piémont, en Italie.

## Hameaux
Chiapinetto, Berchiotto, Trifoglio, Coletto.

## Communes limitrophes
Traversella, Ingria, Pont-Canavese, Borgiallo, Castelnuovo Nigra, Chiesanuova.